# Hexatoma rudra
Hexatoma rudra är en tvåvingeart som beskrevs av Alexander 1963. Hexatoma rudra ingår i släktet Hexatoma och familjen småharkrankar. Inga underarter finns listade i Catalogue of Life.